# Юридичні фірми «магічного кола»
«Магічне коло» (англ. Magic Circle) в контексті юридичних фірм — це неофіційний термін, яким позначають п'ять найпрестижніших багатонаціональних юридичних фірм у Лондоні з найбільшими доходами, які стабільно перевершують решту лондонських юридичних фірм за рентабельністю. Цей термін також використовувався для опису найпрестижніших палат адвокатів Лондона. Усі юридичні фірми та палати адвокатів «Magic Circle» спеціалізуються насамперед на комерційному праві.
До складу групи входять Allen &amp; Overy, Clifford Chance, Freshfields Bruckhaus Deringer, Linklaters і Slaughter and May.

## Етимологія
Термін було введено журналом Legal Business у 90-х роках.

## Історія
Фірми Magic Circle мають штаб-квартиру в Лондоні, але офіси по всьому світу.
Фірми Magic Circle є першопрохідцями у франчайзингу англійського права, створюючи франшизи у не англомовних країнах.
Термін «Магічне коло» був придуманий журналістами, які спеціалізуються у сфері права, як замінник клубу дев'яти, який розпався. «Клуб дев'яти» був неформальною групою юридичних фірм, до складу якої входили Allen & Overy, Clifford Chance, Freshfields Bruckhaus Deringer, Herbert Smith (тепер Herbert Smith Freehills), Linklaters, Lovells (тепер Hogan Lovells), Norton Rose (now Norton Rose Fulbright), Slaughter and May та Stephenson Harwood. Члени «клубу дев'яти» мали неофіційну угоду про заборону перехоплення клієнтів, а також старші партнери фірм зустрічались час від часу.
У 1996 році Stephenson Harwood було запропоновано залишити «клуб дев'яти» через його стагнацію. «Клуб дев'яти» був розформований у 2000 році.
На відміну від «клубу дев'яти», «Магічне коло» — це неформальна група юридичних фірм. Спочатку члени Magic Circle описувались коментаторами як такі, що складаються з британських фірм, що мають сильну корпоративну практику чи міжнародну роботу. На той час цими фірмами були Allen & Overy, Clifford Chance, Freshfields Bruckhaus Deringer, Linklaters, and Slaughter and May. Як правило, фірми Magic Circle мають найвищу частку заробітку на партнера, а також на юриста, серед юридичних фірм зі штаб-квартирою у Великій Британії.
У 2004 році старший партнер компанії Slaughter and May, Тім Кларк, сказав: «Це забавна концепція. Я не знаю, звідки взявся цей термін і хто його заснував. Зазвичай термін згадується, коли ми спілкуємось з журналістами або коли вони пишуть про нашу діяльність. Ми не описуємо себе як фірму Magic Circle у жодному з наших маркетингових матеріалів». Корпоративний партнер Herbert Smith Freehills і колишній інвестиційний банкір Генрі Рейн зазначив: «Фраза була придумана юридичним журналом і стосувалася фірм, які були дуже сильними в корпоративній або міжнародній роботі. У той час Herbert Smith проводила реструктуризацію, тому і не була включена у список».
У 2013 році The Lawyer стверджував, що Clifford Chance і Slaughter and May більше не мають бути більше включені до списку Магічного кола. Він стверджував, що рентабельність Clifford Chance не відповідає іншим фірмам, а Slaughter & May працюють за іншою (орієнтованою на Велику Британію) моделлю, і її дохід становить менше половини інших фірм Магічного кола.
Починаючи з 2017 року, журнал Lawyer більше не включає Slaughter та May до Magic Circle через менші доходи та орієнтацію на внутрішній ринок у Великій Британії. У 2017 році журнал The Lawyer заявив, що «Slaughte відповідає усім крітеріям Срібного кола, але не Магічного. Лондоноорієнтовний, захмарний PEP, робота вищого рівня, престижність: Slaughter та May набагато більше схожі на Macfarlanes, ніж на четвірку Магічного кола, з яким зазвичай поєднуються. Поставити їх в ту ж категорію, що і Allen & Overy“, Clifford Chance, „Freshfields Bruckhaus Deringer“ і „Linklaters“, було б неточно». Інші журналісти та видання все ще вважають Slaughter та May членом Магічного кола.

### Не включені фірми
Серед великих фірм, що не входять у цей термін, є Herbert Smith Freehills, Hogan Lovells, Norton Rose Fulbright та Stephenson Harwood, які є менш прибутковими. Крім того, на той час, коли цей термін був введений, корпоративна практика Герберта Сміта (як вона була відома до злиття) була зосереджена на приватизаційній роботі. Можливо, з цієї причини вони не були включені до початкового Магічного кола.

## Взаємодія зі Срібним колом
«Срібне коло» — це неформальний термін для елітних корпоративних юридичних фірм зі штаб-квартирою у Великій Британії, які є головними конкурентами «Magic Circle». Цей термін був введений журналом The Lawyer у 2005 році у відповідь на вже наявний термін «Magic Circle». Ці фірми мають менший товарооборот, ніж члени Magic Circle, але стабільно мають середній прибуток на одного партнера з акціонерного капіталу (PEP) та середній дохід на одного юриста (RPL) набагато вище середнього для Великої Британії (і, в деяких випадках вище, ніж члени Чарівного кола). На відміну від того, що може підказувати термін Срібне коло, Золотого кола не існує.

## Вплив на глобалізацію та актуальність терміна
Британські юридичні фірми, включаючи юридичні фірми Магічного кола, зазнали посиленої конкуренції з боку юридичних фірм США як на внутрішньому ринку (з боку юридичних фірм США, що мають відділення у Великій Британії), так і на міжнародному рівні.
У 2013 році The Lawyer стверджував, що термін «Магічне коло» втратить свою актуальність, стаючи «застарілим»: «Позначення британських фірм-спадщин, що мають найбільші доходи, найбільшу міжнародну роботу, і які постійно перевершують решту, залишатиметься легким скороченням ринку Великої Британії щодо прибутковості». Було аргументовано, що до 2023 року глобальні юридичні фірми скоріше будуть розділені між юридичними фірмами Global Elite, юридичними фірмами International Business та юридичними фірмами Super Boutique.
До складу юридичних фірм Global Elite входять: Allen & Overy, Cleary Gottlieb Steen & Hamilton, Clifford Chance, Davis Polk & Wardwell, Freshfields Bruckhaus Deringer, Kirkland & Ellis, Latham & Watkins, Linklaters, Simpson Thacher & Bartlett, Skadden, Arps, Slate, Meagher & Flom, Sullivan & Cromwell та Weil, Gotshal & Manges.
До складу юридичних фірм International Business входять: Ashurst, Baker & McKenzie, DLA Piper, Herbert Smith Freehills, Hogan Lovells, Jones Day, King & Wood Mallesons, Norton Rose Fulbright, Sidley Austin, SJ Berwin та White & Case.
До складу юридичних фірм Super Boutique входять: Cravath, Swaine & Moore, Debevoise & Plimpton, Paul, Weiss, Rifkind, Wharton & Garrison, Slaughter and May, and Wachtell, Lipton, Rosen & Katz.
У 2014 році повідомлялося, що Freshfields Bruckhaus Deringer бажає відмовитись від позначення Magic Circle у США на користь участі у Global Elite. Подібним чином, у 2014 році керівний партнер Linklaters Саймон Девіс сказав: "Чарівне коло не те, що було раніше в контексті американського ринку чи будь-якого іншого ринку. Я не думаю, що воно набере потужності чи обертів і я не думаю, що це само по собі зміцнює бренд ". і «Врешті-решт, ми бачимо себе однією з провідних світових юридичних фірм, а не однією з провідних фірм Magic Circle».